# Square Henri-Karcher
Le square Henri-Karcher est un square du 20e arrondissement de Paris.

## Situation et accès
Il se trouve sur une pente, adossé au coin sud-est du cimetière du Père-Lachaise et est accessible par le 165, rue des Pyrénées.
Ce site est desservi par les lignes 3 et 3 bis à la station Gambetta et par la ligne 3 à la station Porte de Bagnolet.

## Origine du nom
Le square porte ce nom en honneur d'Henri Karcher (1849-1933), un homme politique, député en Égypte et ancien maire du 20e arrondissement de Paris de 1914 à 1933. Il fut le créateur de la Brasserie Karcher, qu'il dirigea jusqu'à sa mort en 1933. Grande brasserie très connue des amateurs, située entre la rue de Bagnolet et la rue des Pyrénées, elle fut créée en 1890 et continua son activité après son décès. Alors qu'il était maire du 20e, il créa beaucoup d'œuvres sociales.
Il est enterré au Père-Lachaise, non loin du square.